# Boudjemaa Bourtal
Boudjemaa Hassan Bourtal est un footballeur franco-algérien né le 22 août 1933 à Constantine.

## Biographie
Débutant au Mouloudia  de Constantine, il est recruté au FC Sète en 1956. Le club des Dauphins évolue alors en Division 2; Boudjemaa devient titulaire de l'équipe professionnelle comme milieu de terrain.
En 1958, il rejoint l'élite à l'Olympique Alésien. Le constantinois joue 17 matches en Division 1, mais son équipe est reléguée en fin de saison. 
Il évolue à l'AS Béziers en Division 2, lorsqu'il décide de rejoindre en 1960, l'équipe de football du FLN. Cette dernière représente le  Front de libération nationale, mouvement luttant pour l'indépendance de l'Algérie. Cette équipe non reconnue par les instances internationales du football, a joué de nombreux matchs amicaux.
Après l'indépendance, il rentrera en Algérie à Alger, où vivra seul dans le dénuement le plus total. Abandonné par les autorités du pays, il habitera dans un studio délabré et humide .Il versera dans l'alcoolisme et sera hospitalisé après une intervention bénévole où il subira l'amputation de sa jambe gauche. Une autre intervention bénévole d'un ancien fan auprès du ministre de la jeunesse et des sports permettra son évacuation en France où il sera amputé de sa deuxième jambe. Il décédera juste après à la fin des années 80.